# Carson McMillan
Carson McMillan, född 10 september 1988, är en kanadensisk professionell ishockeyspelare som spelar för Minnesota Wild i NHL.
Han draftades i sjunde rundan i 2007 års draft av Minnesota Wild som 200:e spelare totalt.